# Zvykomil
Zvykomil (německy Herkomman či Herkommanus) je fiktivní postava vytvořená v okruhu hraběte Šporka v první třetině 18. století. Představoval hraběti Šporkovi úhlavního nepřítele Pravdy a Spravedlnosti, zosobnění všech nepořádků a nespravedlností ve státě i v církvi. Od roku 1719 vyskytuje se na grafikách, které objednal, i v knihách, které o něm dal napsat. Sochaře Matyáše Bernarda Brauna nechal pro Kuks vytesat v kameni sochu. V letech 1730 a 1731 objednal u medailéra Christiána Wermutha dvě posměšné protiherkommanovské medaile, které současně kritizovaly Šporkovy protivníky.
Šporkův Herkomman je útokem na právo římské, které kritizuje ve jménu práva přirozeného.

## Herkomman v českém umění
- Antonín Birkhardt: Herkommanus Magnus. 1720
- Bartoloměj Strahowsky: rytina Herkommana. 1722
- Gottfried Benjamin Hancke: Beschreibung des im Königreich Böhmen an der Elbe gelegenen Kuckus-Bades. 1722
- Christian Albert Wortmann: Herkommanus. 1727
- Sochařská dílna Matyáše Bernarda Brauna: Herkommanus přepracovaný na Goliáše. Kuks 1720-1730
- anonymní spis Herkommanus Magnus. 1726 (druhé vydání 1728)
- Gottfried Benjamin Hancke: Litis abusus. 1728
- Gottfried Benjamin Hancke: Herkommanus clericorum. 1729
- Christian Wermuth: Šporkova medaile s postavou Herkommana podle Braunovy sochy v Kuksu. 1730
- Christian Wermuth: Šporkova medaile s postavou Herkommana podle Braunovy sochy v Kuksu. 1731
- Gottfried Benjamin Hancke: Gedichte. 1731

## Galerie

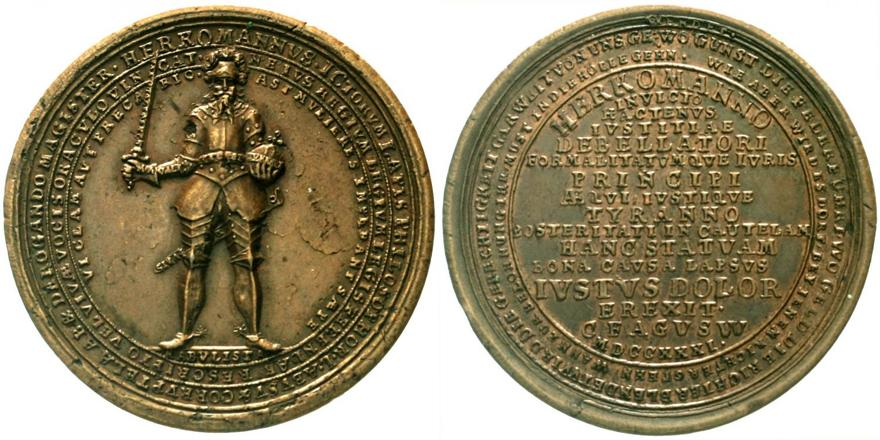
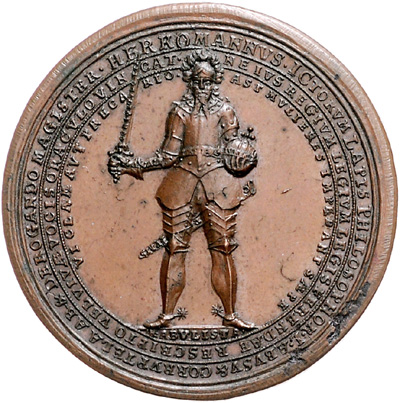
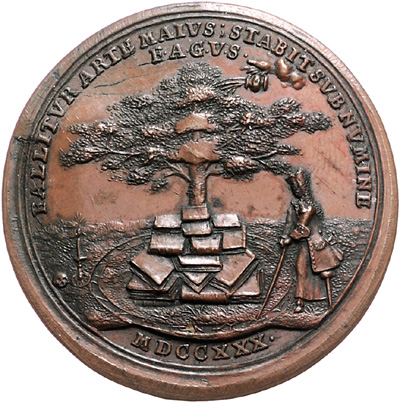
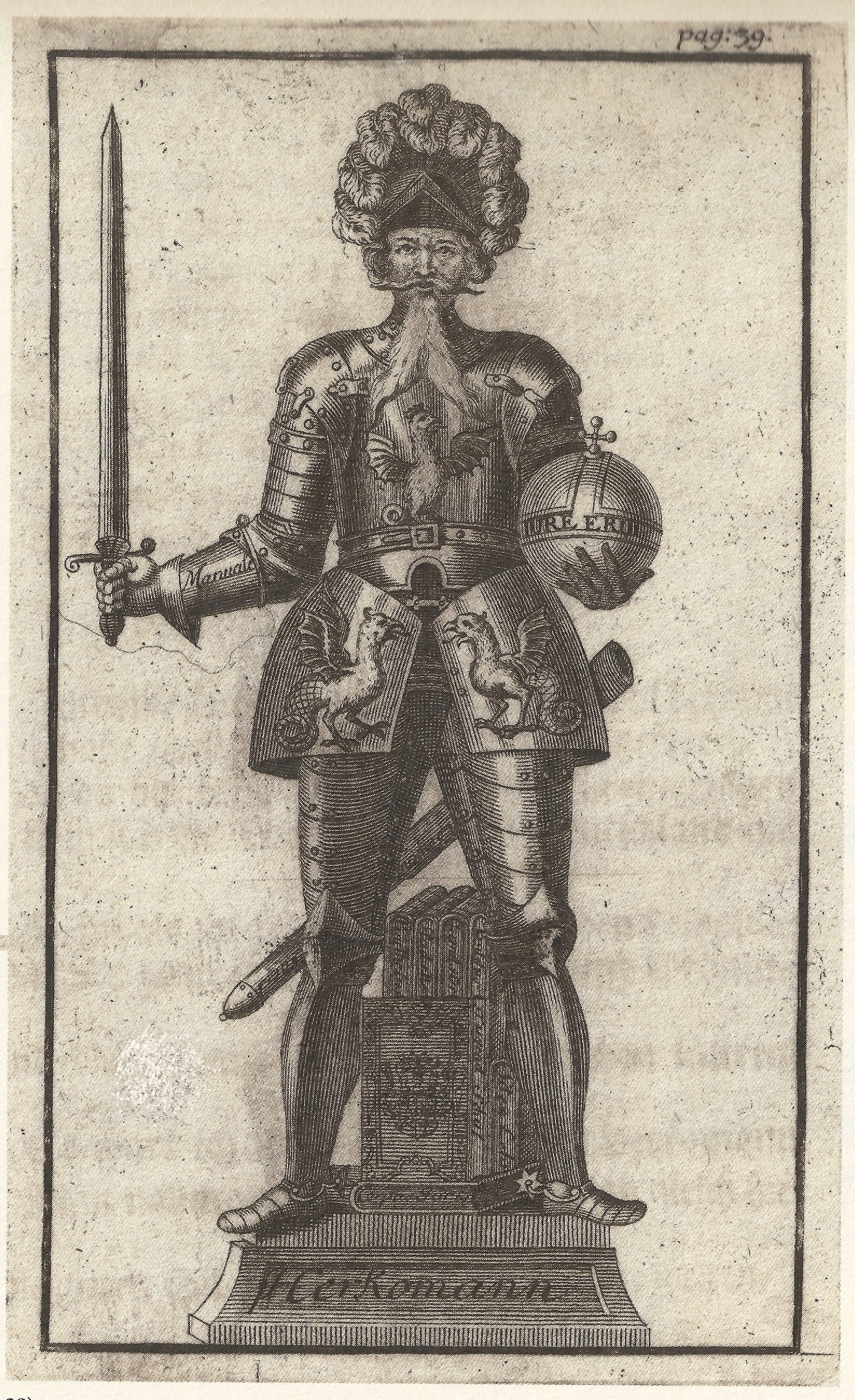
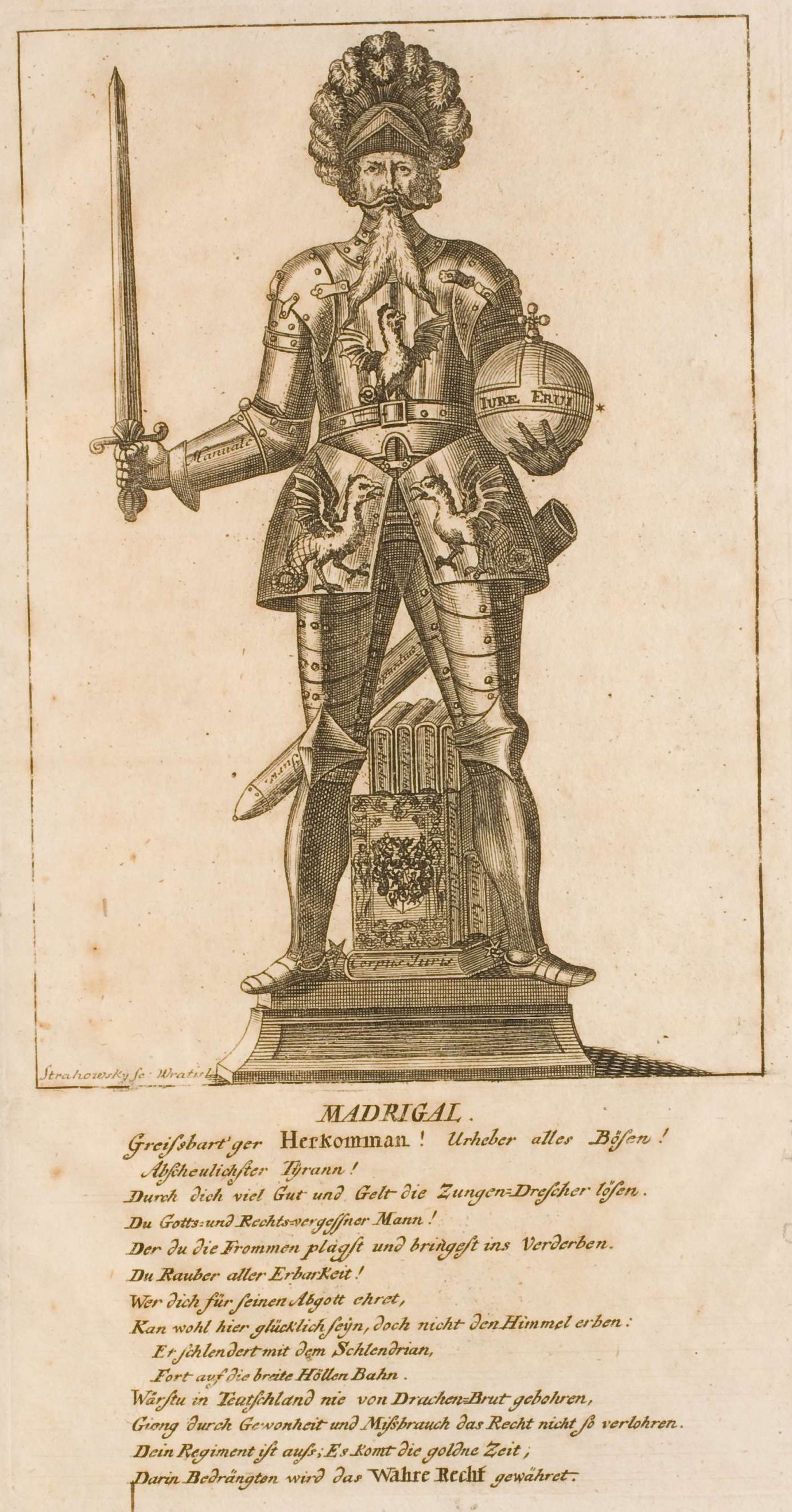
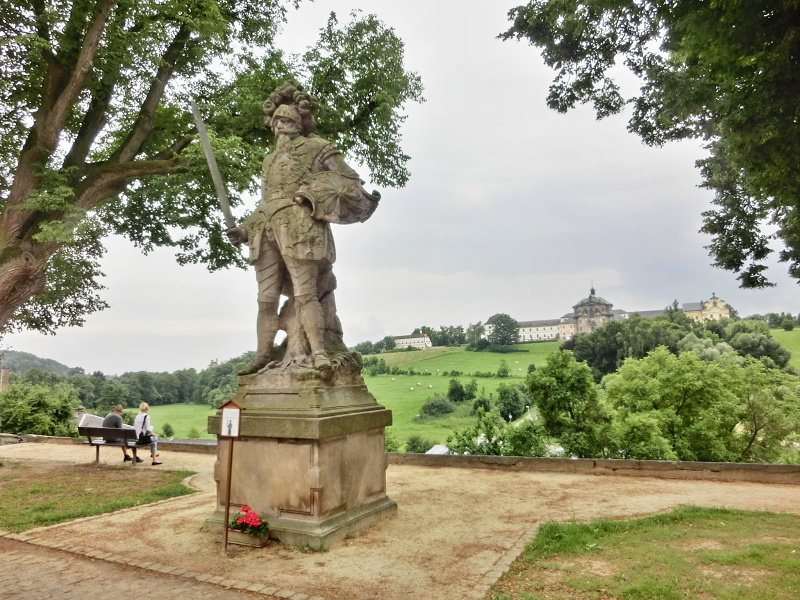